# 쉬저우 지하철
쉬저우 지하철(중국어 간체자: 徐州地铁, 정체자: 徐州地鐵)은 중화인민공화국 장쑤성 쉬저우시의 도시 철도이다.

## 노선
- 쉬저우 지하철 1호선

## 같이 보기
- 지하철 목록